# Metallura tyrianthina
Metallura tyrianthina là một loài chim trong họ Trochilidae.